# منتخب السويد للباندي للسيدات
منتخب السويد الوطني للباندي للسيدات (بالسويدية: Sveriges damlandslag i bandy)‏ هو ممثل السويد الرسمي في المنافسات الدولية في الباندي للسيدات.